# گیزینگ

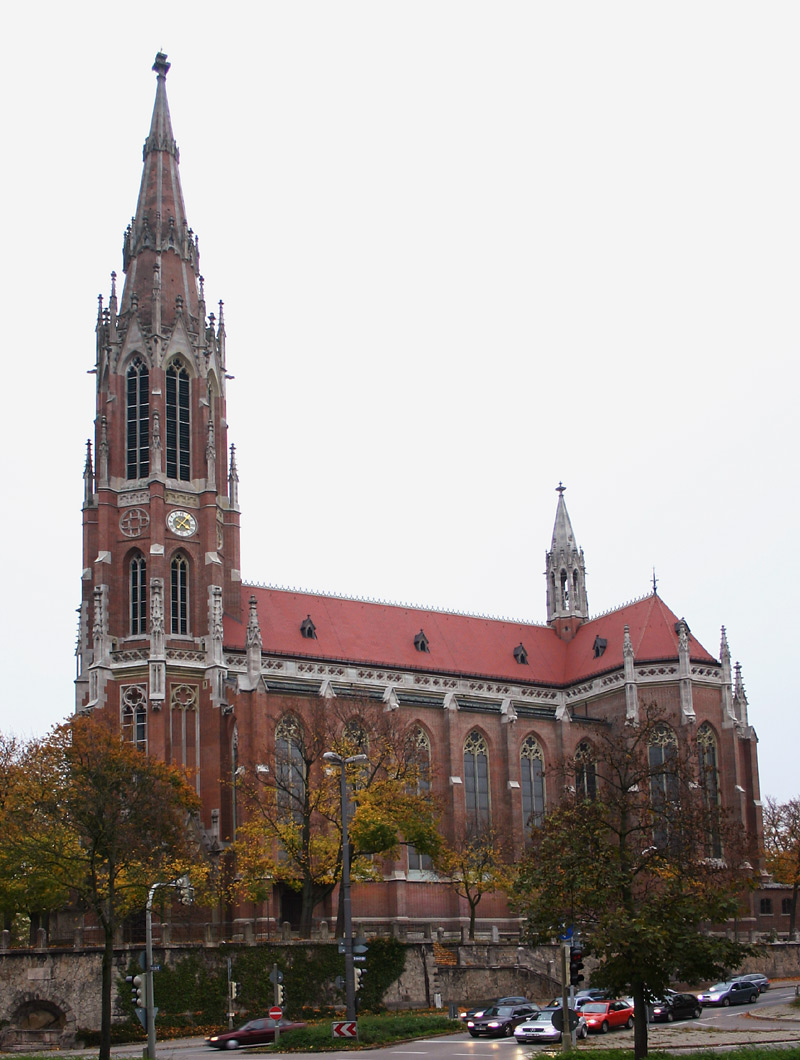
کلیسای شهر گیزینگ، از جاذبه‌های توریستی

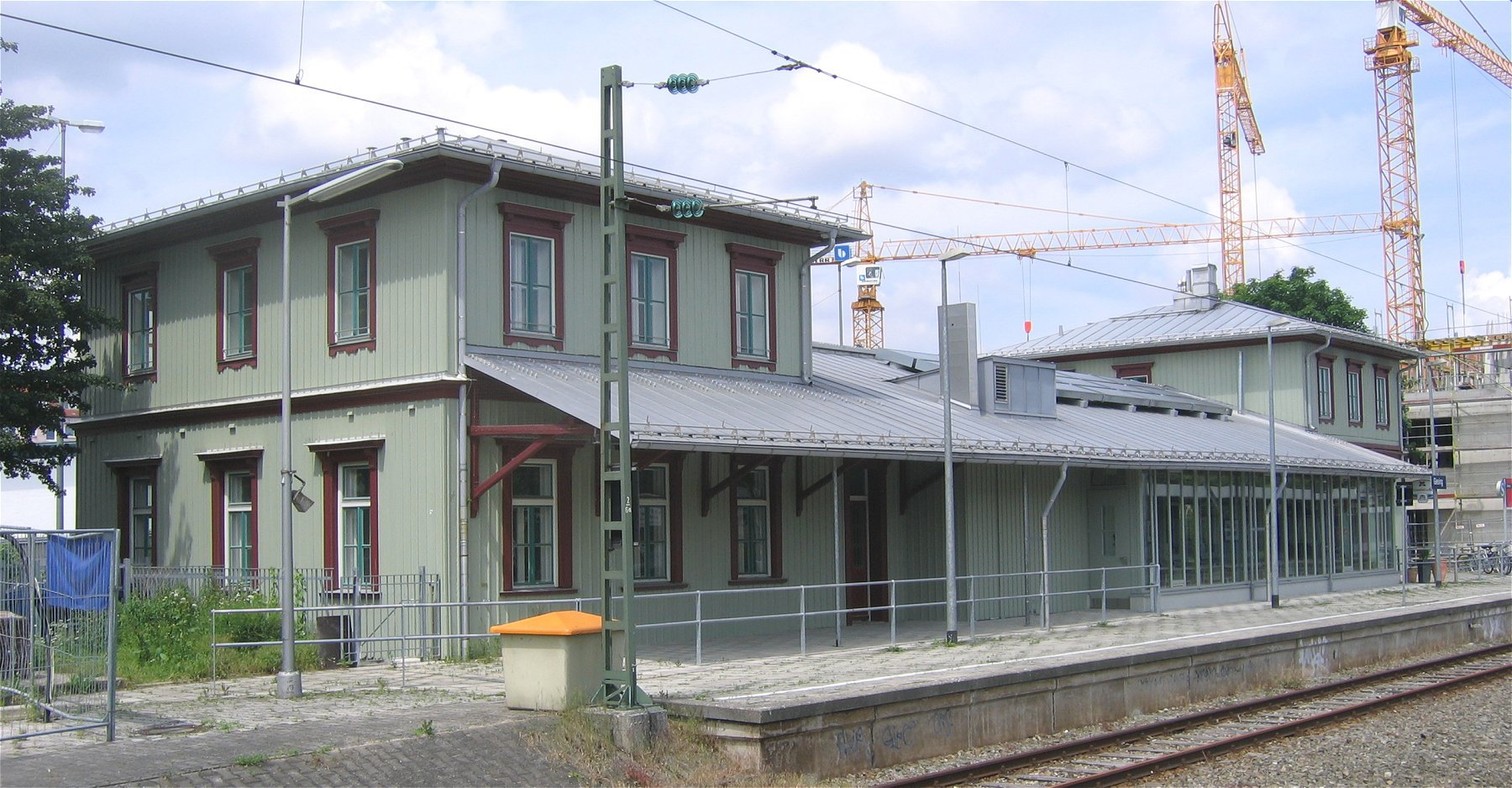
ایستگاه قطار شهر گیزینگ

گیزینگ، روستایی در ایالت باواریا بود که در سال ۷۹۰ تأسیس شد و در سال ۱۸۴۵ به مونیخ ملحق گشت و در حال حاضر در جنوب شرقی مونیخ واقع شده‌است و ۵۰ هزار نفر جمعیت دارد.
گیزینگ از اولین روستاهایی بود که به شهر مونیخ الحاق شد و اولین رستوران مک دونالد در سال ۱۹۷۱ در این محله تأسیس گشت.